# Alfabeto sorabo
L'alfabeto sorabo (o lusaziano) è l'alfabeto utilizzato per la scrittura delle lingue lusaziane.
È sostanzialmente basato sull'alfabeto latino, anche se mutua alcuni segni dagli alfabeti polacco e ceco. L'alfabeto è utilizzato da entrambe le lingue lusaziane, sebbene alcuni segni siano presenti solo in una delle due lingue.

## L'alfabeto
| Maiuscolo | Codice HTML | Minuscolo | Codice HTML | Nome                               | Valore fonetico usuale                | Altri valori fonetici | Note                                                               |
| --------- | ----------- | --------- | ----------- | ---------------------------------- | ------------------------------------- | --------------------- | ------------------------------------------------------------------ |
| A         |             | a         |             | a                                  | [a]                                   |                       |                                                                    |
| B         |             | b         |             | bej                                | [b]                                   | [p]                   |                                                                    |
| C         |             | c         |             | cej                                | [ts]                                  |                       |                                                                    |
| Č         | &#268;      | č         | &#269;      | čej                                | [tʃ]                                  |                       |                                                                    |
| Ć         | &#262;      | ć         | &#263;      | ćet                                | [tɕ]                                  |                       |                                                                    |
| D         |             | d         |             | dej                                | [d]                                   | [t]                   |                                                                    |
| E         |             | e         |             | ej                                 | [ɛ]                                   |                       |                                                                    |
| Ě         | &#282;      | ě         | &#283;      | jět/ět(Superiore), ět(Inferiore)   | [iɪ]                                  |                       |                                                                    |
| F         |             | f         |             | ef                                 | [f]                                   |                       |                                                                    |
| G         |             | g         |             | gej                                | [ɡ]                                   |                       |                                                                    |
| H         |             | h         |             | ha                                 | Superiore [h] Inferiore [h] o silente |                       |                                                                    |
| I         |             | i         |             | i                                  | [i]                                   |                       |                                                                    |
| J         |             | j         |             | jot/jót(Superiore), jot(Inferiore) | [j]                                   |                       |                                                                    |
| K         |             | k         |             | ka                                 | [k]                                   |                       |                                                                    |
| Ł         | &#321;      | ł         | &#322;      | eł                                 | [w]                                   |                       |                                                                    |
| L         |             | l         |             | el                                 | [l]                                   |                       |                                                                    |
| M         |             | m         |             | em                                 | [m]                                   |                       |                                                                    |
| N         |             | n         |             | en                                 | [n]                                   |                       |                                                                    |
| Ń         | &#323;      | ń         | &#324;      | eń(Superiore), ejn(Inferiore)      | [ɲ]                                   |                       |                                                                    |
| O         |             | o         |             | o                                  | [ɔ]                                   |                       |                                                                    |
| Ó         | &#211;      | ó         | &#243;      | ót                                 | Superiore [uʊ] Inferiore [ɛ] or [ɨ]   |                       |                                                                    |
| P         |             | p         |             | pej                                | [p]                                   |                       |                                                                    |
| R         |             | r         |             | er                                 | [r]                                   |                       |                                                                    |
| Ř         | &#344;      | ř         | &#345;      | eř                                 | [ʃ]                                   |                       | Solo nel Sorabo superiore                                          |
| Ŕ         | &#340;      | ŕ         | &#341;      | ejŕ                                | [rʲ]                                  |                       | Solo nel Sorabo inferiore                                          |
| S         |             | s         |             | es                                 | [s]                                   | [z], [ɕ]              |                                                                    |
| Š         | &#352;      | š         | &#353;      | eš                                 | [ʃ]                                   |                       |                                                                    |
| Ś         | &#346;      | ś         | &#347;      | śej                                | [ɕ]                                   | [ʑ]                   | Solo nel Sorabo inferiore                                          |
| T         |             | t         |             | tej                                | [t]                                   | [d]                   |                                                                    |
| U         |             | u         |             | u                                  | [u]                                   |                       |                                                                    |
| W         |             | w         |             | wej                                | Superiore [v] Inferiore [w] o silente | Sorabo superiore [f]  |                                                                    |
| Y         |             | y         |             | y                                  | [ɨ]                                   |                       |                                                                    |
| Z         |             | z         |             | zet                                | [z]                                   | [s], [ʑ]              |                                                                    |
| Ž         | &#381;      | ž         | &#382;      | žet                                | [ʒ]                                   |                       |                                                                    |
| Ź         | &#377;      | ź         | &#378;      | źej                                | [ʑ]                                   |                       | Solo nel sorabo inferiore (eccetto che come parte del digramma dź) |

Una prima edizione dell'alfabeto sorabo comprendeva anche le lettere b́, ḿ, ṕ e ẃ ad indicare labiali palatizzate ma sono state successivamente sostituite da bj, mj, pj e wj. L'alfabeto sorabo comprende anche due digrammi: Ch e Dź.